# Shockwave (Transformers)
Pour les articles homonymes, voir Shockwave.
 (février 2025).
Motif : Pas assez de sources dans la page.
- Archive Wikiwix
- Bing
- Cairn
- DuckDuckGo
- E. Universalis
- Gallica
- Google
- G. Books
- G. News
- G. Scholar
- Persée
- Qwant
- (zh) Baidu
- (ru) Yandex
- (wd) trouver des œuvres sur Wikidata

| 1. | Préciser le motif de la pose du bandeau. | Précisez le motif de la pose du bandeau en utilisant la syntaxe suivante : {{admissibilité à vérifier\|date=juin 2025\|motif=remplacez ce texte par le motif}}                                |
| 2. | Informer les utilisateurs concernés.     | Pensez à avertir le créateur de l'article, par exemple, en insérant le code ci-dessous sur sa page de discussion : {{subst:avertissement admissibilité à vérifier\|Shockwave (Transformers)}} |

Shockwave est un personnage de l'univers Transformers. C'est un Decepticons au service de Megatron.

## Description
Shockwave se distingue des autres Decepticons par son apparence. Il est reconnaissable à sa tête particulière, de forme carrée et sans trait humain avec des antennes et un unique œil rouge.
C'est un individu généralement froid et dénué d'émotion.
Shockwave est généralement dépeint comme un scientifique qui pense avant tout à ses recherches, il a d'ailleurs rejoint les Decepticons dans ce but. Sa philosophie se base avant tout sur la logique qu'il suit sans discernement. Malgré son dévouement pour Megatron, il serait capable de le trahir voire d'essayer de le renverser s'il trouve cela logique.

## Séries animées

### Génération 1
Dans Génération 1, Shockwave est un des officiers les plus fidèles de Megatron, réputé pour son intelligence et sa ruse. Il se transforme en pistolet cybertronien, et reste sur Cybertron
Étant un des Decepticons les plus fidèles de Megatron, ce dernier l'a laissé sur Cybertron afin de garder le contrôle de la planète. Il lutte contre un groupe d'Autobots, également restés sur Cybertron, dirigé par Elita-1 et composé en grande partie de membre féminins.
Dans le film d'animation, Shockwave organise l'évacuation de Cybertron, attaquée par Unicron, mais n'est plus revu par la suite ni dans le reste de la série. Cela laisse supposer qu'il est mort lors de l'évacuation.

### Transformers: Energon
Dans cette série, le personnage est connu sous le nom de « Shockblast », contrairement dans les autres séries précédentes. La raison à ce changement est dû au fait qu'Hasbro n'avait plus les droits sur le nom "Shockwave".
Il est présenté comme un Decepticon, prisonnier par ses pairs à cause de sa grande violence, mais aussi pour avoir tenté de trahir Megatron et usurper sa place de chef. Une fois libre, il accepte de se soumettre à Megatron pour se racheter de ses erreurs, ce qui ne plait pas aux autres Decepticons qui craignent que Shockblast se rebelle à nouveau pour s'emparer du pouvoir pour renverser Megatron.
Shockblast se change en trois formes : robot, char de combat et satellite.
Après avoir gagné la confiance de son chef, Shockblast récidive pour forcer Megatron à abandonner son poste de chef, mais fut neutralisé par Starscream avant d'être à nouveau prisonnier.
Megatron décide de donner une dernière chance à Shockblast en lui donnant le pouvoir d'Unicron pour pouvoir vaincre les Autobots et Optimus Prime, mais les pouvoirs d'Unicron sont trop puissants, qui ont rendu Shockblast hors de contrôle. Après une dure lutte avec Optimus, Shockblast envoie tout son énergie sur Unicron pour le réveiller.
Shockblast a connu une fin atroce lorsqu'Unicron, contrôlé par Megatron, le fait écraser avec son poing sous le regard horrifié d'Optimus.
Plus tard, Six Shot, le frère jumeau de Shockblast, le remplace pour venger de la mort de son frère afin de poursuivre la quête de pouvoir des Decepticons.

### Transformers: Animated
Shockwave apparaît dans Transformers: Animated. Cette version est très fidèle à celle de génération 1, autant pour l'apparence que pour le caractère : il est très intelligent, manipulateur et dévoué à Megatron. De plus, il est ici un champion en mimétisme, capable d'alterner ses deux formes pour devenir l'Autobot Longarm et infiltrer les Autobots pour le compte de son maître. Alors qu'en tant que Longarm, son mode véhicule est une sorte de voiture, en tant que Shockwave il se transforme en tank. Cela fait de lui l'un des rares Transformers possédant quatre formes possibles.
Shockwave est évoqué plusieurs fois au début de la série, lorsque Megatron dit avoir un espion personnel dans les rangs des Autobots. Il faut cependant attendre Camp Autobot, où il apparaît pour la première fois dans un flashback de Bumblebee. Comme indiqué dans l'épisode, il intégra, sous l'identité de Longarm, un groupe de recrues Autobots, incluant Bumblebee, Bulkhead, Wasp et Ironhide, dirigée par Sentinel Minor. Son identité est presque découverte lorsque Bumblebee surprend une bride de sa conversation à distance avec Megatron, mais, à la suite d'un malentendu, le jeune Autobot se méprend et croit avoir entendu Wasp communiquer. Il en parle secrètement à Longarm, qui, comprenant le danger, lui conseille de ne pas en parler à Sentinel et tente de l'éliminer lors d'un entraînement en faisant croire à un accident, mais échoue à cause Bulkhead. Après cet échec, il opte donc pour aider Bumblebee à prouver la prétendue culpabilité de Wasp en glissant un communicateur Decepticon dans le casier de ce dernier et en distrayant Wasp tandis que Bumblebee s'empare de la clé du casier. Wasp, pris pour le traitre est arrêté, tandis que Longarm/Shockwave monte en rang et est nommé Longarm Prime, chef des communications de Cybertron.
Dans Porte stellaire Blurr va venir lui dire qu'il y a une taupe chez les Autobots et qu'après comparaison vocale, il ne s'agissait pas de Wasp. Comprenant qu'Ultra Magnus le soupçonnerait, il décide de se débarrasser de Blurr en le piégeant et en l'écrasant, le réduisant à l'état de cube. Pour être sûr qu'il ne lui pose aucun problème, il ordonne à Cliffjumper d'incinérer le cube (celui-ci ignorait que c'était Blurr). Malgré ça, Ultra Magnus va commencer à soupçonner la présence d'un traître dans ses rangs. Longarm se sent visé, il va donc avertir Megatron qu'Ultra Magnus le soupçonne d'être un traître. Shockwave ne va pas arriver à contacter Megatron, il va donc décider de s'enfuir. Avant de partir il voit Ultra Magnus seul, il comprend que c'est le bon moment pour s'en débarrasser. Ultra Magnus fut pris par surprise et Shockwave le blessa gravement. Il allait l'achever quand il entendit l'Autobot Ironhide venir. Il eut juste le temps de s'enfuir.
Après plusieurs semaines où il était recherché, il réussit enfin à contacter Megatron. Ce dernier allait venir sur Cybertron pour le chercher. Il donna une mission à Shockwave : retrouver l'Autobot Arcee (qui détient les codes d'activation d'Omega Supreme). Après avoir combattu Ratchet, il captura Arcee et quitta Cybertron. Il retourna dans l'épave du Némésis avec Starscream, Megatron et Lugnut. Grâce aux codes d'activation d'Omega Supreme ils réussirent à créer des clones de Lugnut et d'Omega : des Lugnut Suprême. Lors de la Bataille Finale, il est vaincu par Bulkhead et Bumblebee. Il tente stupidement de les amadouer en se transformant en Longarm mais Bumblebee et Bulkhead ne sont pas dupes et Bulkhead détruit son canon alors que Shockwave tentait de le récupérer discrètement pour les attaquer. Il est fait prisonnier et ramené sur Cybertron avec Lugnut et Megatron (Starscream étant mort sur Terre.)

### Transformers: Prime
Shockwave est apparu dans l'épisode 17 de la saison 2 et toute la saison 3 de Transformers Prime : il a le même caractère que dans g1, c'est-à-dire très loyal envers Megatron mais pas du tout avec Starscream (mais le seul vrai maître de Shockwave est la logique comme le montre son comportement à travers la série). Dans l'épisode 17, Shockwave est un scientifique, Starscream a capturé Cliffjumper et Arcee, eux deux détenaient un code permettant de savoir où se trouvait l'emplacement exact d'Optimus Prime et ainsi lancer un assaut contre lui. Il les emmène à la salle de torture de Kaon et retrouva ainsi Shockwave, celui-ci, après avoir fait quelques calculs créa la connexion corpticau psychique, un moyen de retrouver des données en allant à l'intérieur du "cerveau" de l'autobot. Il mit le câble sur la "nuque" d'Arcee et le code apparut : Optimus se trouvait sur Terre avec Bulkhead, Bumblebee et Ratchet. Shockwave profitant d'un peu de répit sortit dehors. On le revoit à la fin de l'épisode où Arcee essaie avec Cliffjumper de saboter le pont spatial. Un violent combat commença qui opposa Shockwave à Cliffjumper. Ce dernier est battu, mais au dernier moment, Arcee tira sur le plafond qui s'effondra sur Shockwave. Les deux Autobots franchirent le pont et le decepticon les suivit, il les attaque mais Arcee lui tira dans l'œil. Les Autobots franchirent le pont de justesse et arrivèrent sur Terre, Shockwave fut présumé mort dans l'explosion du pont spatial.
Shockwave survécut et réapparut dans l'épisode 1 de la saison 3 (à la grande joie de Mégatron, et à la grande terreur de Starscream).
Dans l'épisode suivant, il raconte que lorsque son pont spatial a explosé, il a atterri dans son labo aveuglé. Il a guéri peu à peu ses blessures et a pu continuer ses travaux faisant ainsi d'énormes progrès dans ses recherches sur les Predacons.  Après avoir détecté l'activation et l'explosion de la Serrure Oméga (dans le final de la saison 2), il est parti enquêter puis a été retrouvé par Knock Out et son équipe de reconnaissance composé de Vehicons et d'Insecticons. Il demande alors à Starscream pour a-t-il été laissé pour mort et abandonné sur un ton menaçant. Starscream sauve sa vie de justesse en disant que la dernière fois qu'il l'a vu, c'était quand il se dirigeait vers le pont spatial avant qu'il n'explose et que personne ne l'a vu en sortir, précisant que personne ne pourrait survivre à une explosion pareille. Shockwave trouve sa réponse logique et l'épargne. Megatron le nomme commandant scientifique des decepticons, ce qui lui donne un rang équivalent à celui de Starscream ce que n’apprécie guère ce dernier. À la fin de l'épisode 2 de la saison 3, il revient brièvement sur Cybertron puis retourne sur Terre accompagné de Prédaking (le Prédacon qu'il a créé à partir des restes fossilisés qu'il a découvert sur Cybertron), pour traquer les Autobots.
Dans l'épisode 5 de la saison 3, on apprend que Shockwave a créé une petite armée de Prédacons, durant la Guerre pour Cybertron. Sur ordre de Megatron, il les a envoyé sur Terre pour détruire les Autobots qui s'y trouvaient et sécuriser l'energon qu'ils pourraient trouver. Durant les épisodes 5, 6 et 7, il dirige plusieurs missions pour récupérer les fossiles Prédacon de son ancienne armée pour en rebâtir une autre. Il retourne sur Cybertron dans l'épisode 8 et prévient Megatron que l'armée Prédacon sera bientôt prête. Puis dans l'épisode 9, on constate que Shockwave a créé une petite armée Prédacon, il confirme à Megatron, Starscream et Knock Out qu'elle pourra bientôt être déployée. Ils sont observés à leur insu par Prédaking.
Quand Prédaking commence à montrer son intelligence, en se transformant devant les 4 Decepticons, puis en parlant (menaçant Starscream de le tuer s'il le frappe encore) et enfin en voulant être le chef de l'escadron Prédacon créé par Shockwave, ce dernier soutient étonnement le projet de Megatron, soumis également à Starscream; Knock Out et Soundwave; qui est d'exterminer les Prédacons en rejetant la faute sur les Autobots. Après l'incident, Shockwave découvre de l'alliage cybertronien dû à l'explosion de l'Energon Synthéthique qui a détruit son labo et les Prédacons qui s'y trouvaient et se concentre sur la reconstruction de la Serrure Oméga. 
Peu avant, il a presque crevé un œil à Starscream, le soupçonnant d'avoir délibérément "oublié" de l'informer de l'attaque des Autobots pour se débarrasser de lui. Megatron ne levant pas le petit doigt pour l'aider, Starscream s'en sort de justesse une fois de plus, en lui disant que cet "oubli" leur a permis de faire une découverte capitale. Trouvant son argument logique, Shockwave le relâche.
Après l'enlèvement de Ratchet des mains de Soundwave, il utilise la connexion corpticau psychique pour fouiller le cerveau du docteur pour découvrir que la formule de l'Energon synthétique est instable. Ensemble, Ratchet et Shockwave stabilisent la formule, peu après Ratchet révèle à Predaking que Megatron est celui qui a ordonné la mort de ses frères Prédacons. Furieux, il tue un grand nombre de Vehicons, ce qui permet aux Autobots d'infiltrer le vaisseau pour secourir Ratchet. Durant la bataille finale, Shockwave met Ratchet hors de combat et blesse Smokescreen, il est finalement assommé par Bumblebee. Après la mort de Megatron des mains de Bumblebee, Starscream veut venger son maître mais Shockwave le retient et suit sa logique de se replier avec lui et ce qui reste des Decepticons. Il s'échappe avec Starscream dans une capsule de sauvetage qui atterrit sur Cybertron.
Dans le film Predacons Rising, Shockwave et Starscream ont déjà créé 3 nouveaux Prédacons (Skylynx, Darksteel et Ripclaw), la dernière étant en stase dans le nouveau labo de Shockwave et tentent de reconstruire l'armée Decepticon. Après avoir trouvé plus d'ossements pour créer plus de Prédacons, ils sont confrontés par Unicron, possédant le corps de Megatron récemment ressuscité, qui ressuscite les dépouilles des Prédacons en les transformant en Morts Vivants. Alors que Starscream s'enfuit, Shockwave combat les Zombies mais est vite submergé par le nombre et présumé mort. Cependant, après que Prédaking ait affirmé sa suprématie sur Skylynx et Darksteel, il est révélé avoir survécu. Légèrement blessé, il déclare être fier de ses créations et qu'ils devraient utiliser leurs pouvoirs pour aider les Autobots à vaincre Unicron.

### Transformers: La trilogie de la guerre pour Cybertron
Shockwave réapparait dans cette série où il reste le scientifique des Decepticons. Dans la première partie, il propose à Megatron de retrouver le AllSpark et de l'utiliser pour reformater tous les cybertroniens pour qu'ils deviennent de loyaux Decepticons.
Dans la deuxième partie, il suggère à Megatron de rediriger toutes les alimentations des bases Decepticons pour alimenter le Némésis, quitte à sacrifier certains soldats. Cette suggestion choque le chef Decepticon qui se demande comment Shockwave puisse faire autant de sacrifices sans la moindre remise en question. Il restera sur Cybertron après le départ de Megatron, pour mener des expériences.
Il affrontera Elita-1, Chromia et Jetfire qui tentèrent de détruire son laboratoire avec des bombes. Il mourra alors dans l'explosion avec ses ennemis.

### Transformers: EarthSpark
Shockwave revient dans cette série où il est toujours un scientifique, mais également le plus proche lieutenant de Megatron à l'époque de la guerre.
Dans les derniers jours de celle-ci, il a fait transporter l'AllSpark sur Terre afin de créer une armée de protoformes Decepticons. Il se confronta alors à Megatron, qui s'est associé aux Autobots afin de mettre fin à la guerre. Il sera enfermé dans une capsule de stase et y restera enfermé pendant des années.
Des années plus tard, il se réveille et sort de son laboratoire où il constate que son pont spatial a été détruit. Megatron, alors en pleine leçon avec les Terrans, lui explique que la guerre est terminée depuis des années et lui intime de se rendre. Le scientifique refuse et se confronte à son ancien chef et menace de faire exploser le noyau énergétique de son laboratoire. Il est finalement vaincu par Megatron qui l'immobilise avec une de ses inventions, un fusil qui pétrifie ses cibles, et est emmené par GHOST.
Il est plus tard retrouvé par les Terrans, alors qu'il était sous le contrôle de Mandroid. Libéré de la puce qui le contrôlait, Shockwave déclare que G.H.O.S.T. s'est servi de lui et de ses connaissances pour construire un pont spatial vers Cybertron. Malgré son aversion pour les Terrans, qu'il considère comme des abominations, il consent tout de même à s'allier à eux face à leur ennemi commun, se battant même aux côtés de Megatron. Lorsque Mandroid revient sur Terre avec un nouveau corps cybernétique et deux Sharkticons, il utilise sa nouvelle arme sur le Decepticon qui le siphonne entièrement de son Energon. Shockwave sera peu après ressuscité après que Robbie et Mo se soient servis de leurs cyber-gantelets pour inverser les effets de l'arme de Mandroid.

## Films

### Transformers 3: La Face cachée de la Lune
Il apparait pour la première fois à Tchernobyl où il tente de subtiliser une pièce de moteur appartenant à l'Arche, avec l'aide du Driller, un gigantesque engin à l'apparence d'un lombric. Cependant, il est intercepté par Optimus qui lui coupe un tentacule. La bête et son maître s'enfuient, laissant les témoins du combat perplexes. 
Il réapparaît beaucoup plus tard à Chicago après son invasion. Après que les Autobots ait révélé leur survie, il intercepte Optimus Prime et prend en otage sa remorque (utilisé comme fusées dorsales) afin de l'empêcher de voler. Sous ordre de leur chef, les Wreckers attaquent le cyclope pour créer une diversion, mais sont contraints de fuir après que le Decepticon ait commencé à riposter. En patrouillant dans une rue, il est interpellé par la présence d'humains après avoir remarqué des objets tombant d'un immeuble près de lui. Il ordonne au Driller de détruire cet immeuble mais le plan est désamorcé par Optimus qui tue l'engin. Furieux, Shockwave le neutralise. Il rejoint plus tard un groupe de Decepticons avec Barricade pour protéger Sentinel mais sont pris en embuscade par les militaires. Le cyclope se retrouve sévèrement endommagé et tente de s’enfuir à l’arrivée des Autobots. Mais Optimus Prime surgit peu après et élimine tous les Decepticons dans une charge impressionnante. Il court ensuite vers Shockwave qui tente de le tuer mais esquive le tir d'un saut, sort des griffes de sa main gauche et lui détruis la moitié de l'abdomen. Il achève ensuite Shockwave en lui arrachant l’œil et utilise son canon pour désactiver le pilier de Sentinel.

### Transformers 4: L'Âge de l'extinction
Le corps de Shockwave a été amené à l'entreprise KSI pour permettre aux scientifiques de construire leurs propres Transformers.
Bien que le Decepticon Shockwave n'apparaisse pas réellement dans le film, deux drones créés par KSI ayant le même aspect que lui ont été réveillés par Galvatron à Hong-Kong appelé Two-Heads, des robots avec deux têtes. L'un se fait tuer par Hound pendant la bataille avec son cigare et l'autre a été pris dans l'explosion de la grenade de Lockdown déclenchée par Optimus, forçant les Decepticons à la retraite.

### Transformers 5: The Last Knight
Shockwave est mentionné par Wembley au moment où elle se fait kidnapper par Hot Rod. 
Un nouveau Decepticon avec le même aspect de Shockwave et KSI Boss nommé Nitro Zeus apparaît dans Transformers 5. Son corps rappelle vaguement celui de Soundwave, Sideways, Starscream et Sideswipe. Il est en fait le frère de Shockwave. Sir Burton l'avait largement évoqué durant le film. Il occupe une place assez importante dans le film. En effet, il devient le nouveau second de Megatron. Il est relâché de la prison de la T.R.F. avec Mohawk, Onslaught (à la place de Bersercker, jugé trop dangereux), et Dreadbot quand Megatron monte son équipe, en relâchant des otages humains. On le revoit quand ils attaquent la décharge où Cade Yeager et les Autobots se cachent puis lors de la bataille dans la ville environnante. Megatron, Barricade et Nitro Zeus sont les seuls survivants. Durant la bataille finale de Stonehenge, il combat aux côtés de Megatron et de Barricade. Puis lui et Megatron volent la lance et l'apportent à Quintessa. À la fin, il se fait tuer par Bumblebee qui lui tire dans la tête la faisant exploser. D'après une fin alternative du film, le corps de Nitro Zeus deviendra celui de Cogman après une fusion entre les deux robots (étant donné que Cogman est un Headmaster).

### Bumblebee
Shockwave peut être aperçu dans la scène d'introduction du film servant de reboot à la saga avec un look proche de la Génération 1. Il envoie des Seekers attaquer une tour où les Autobots se sont repliés afin d'évacuer leur planète.